# Kimitene Biyago
Kimitene Biyago, född 17 april 1975, är en friidrottare från Tchad. Han deltog vid olympiska sommarspelen 1996.